# Маленька Віра
«Маленька Віра» (рос. «Маленькая Вера») — популярна кінострічка доби розпаду СРСР, яку створив в 1988 році кінорежисер Пічул Василь Володимирович на кіностудії імені Горького.

## Знімальна група
- Пічул Василь Володимирович, кінорежисер
- Марія Хмелик, сценарист
- Юхим Резніков, оператор
- Володимир Пастернак, художник
- Матецький Володимир Леонардович, композитор

## Актори
- Наталія Негода — Віра
- Андрій Соколов — Сергій, хлопець Віри
- Юрій Назаров — батько Віри
- Людмила Зайцева — мати Віри
- Олександр Алексєєв-Негреба — Віктор, брат Віри
- Олександра Табакова — Лєнка Чистякова, подружка Віри
- Андрій Фомін — залицяльник до Віри Андрій, студент мореходної школи
- Тетяна Митрушина — мати Андрія

## Сюжет
В речах власної доньки батьки знайшли 20 доларів. Це стає приводом для чергового скандалу в родині, де і дочка — різновид власності як меблі. Важкою образою для дитини є визнання, що вона — небажана дитина. Віра вже дорослою дізнається, що вона на світі тому, що мати не зробила вчасно аборт. 
В СРСР отримання і використання  іноземної валюти було монополією радянського уряду і переслідувалося карними органами. Таким чином, Віра порушила тогочасні закони і могла спровокувати переслідування родини карними органами. В поведінці Віри є натяк на якийсь спротив затвердженим вимогам, але дуже прихований. Аби не обшук батьків, вона б і надалі приховувала власну поведінку, ганебну на думку батьків. Але молоду дівчину не назвеш розбещеною, на початку фільму на це нічого не вказує. 
Аби приборкати дочку, поведінку якої батьки вже не можуть контролювати на кожному кроці, їй наводять як приклад поведінку старшого брата — Віктора. Брат уже цілком укладається у вимоги радянського суспільства. Бо інакше  б не зміг  закінчити медичний інститут і влаштуватися на роботу лікарем, тим паче у Москві. Але знайомство з братом виявляє і його добре прихований спротив родинним настановам. Вихід Віктор обрав давно — і це кидати рідну домівку заради столиці СРСР, де вдалося влаштуватися. Він і не намагається покращити стосунки в батьківській родині, бо ті  нагадують невиліковний стан хворого.
Віра теж тікає з обридлого дому потанцювати на дискотеку, бо в провінційному місті — більше нікуди подіти вільний час. Там і познайомилась з Сергієм. На дискотеці розгорілася бійка, яку приборкала міліція. Неприємна подія зближує Сергія та Віру. Дівчина захоплена новим почуттям і парубком, в якому брат впізнав легковажного шукача любовних пригод. Аби мати право на продовження стосунків з Вірою, Сергій намагається переконати родину, що візьме шлюб з їх дочкою. Родину Віри важко рахувати добропорядною через примітивність стосунків і пияцтво батька, водія вантажівки. Чергова лайка в родині закінчилася трагічно — батько поранив ножем Сергія. Той потрапляє у лікарню. В цей час в родині гарячкувате вирішення чергової проблеми: приховати правду від карних органів, бо засудять батька. Тим часом Сергій відмовляється від думки про шлюб з Вірою. 
Руйнація стосунків з Сергієм, сварки в родині ставлять Віру перед важкими проблемами. Розв'язати їх  вона не навчена і не може через малий власний досвід. Тому робить спробу самогубства, прийнявши надмірну дозу ліків. Її раптово рятують брат Віктор, що прибіг до батьків та Сергій. Скоро вони дізнались, що батько Віри і Віктора помер від серцевого нападу.

## Багатовимірність кінострічки
Фільм «Маленька Віра» можна сприймати як коротку хроніку провінційної родини з подорослішавшими дітьми, аби не багатовимірність кінострічки. Примітивні йшли дивитися на власні стосунки, але на екрані, а також на сцену де «оголена баба на мужика сіла». Але кінострічка, як і кожний талановито зроблений твір, здригнула свідомість і аматорів, і фахівців — психологів, соціологів, вчителів, лікарів, які відчули, адже «щось прогнило в королівстві Данському». Це і задуха малих і провінційних міст без значнийх подій, і гострі проблеми непорозуміння батьків і дітей, і невідповідність новим вимогам поведінки  як батьків, так і дорослих дітей, іржа блюзнірства і зрада офіційно затвердженим ідеалам, проблема ворожого протистояння особи і радянського суспільства, де жертвою стає саме закріпачена, вкрай спустошена  особа. 
Справа була не тільки в помітній невідповідності поведінки персонажів фільму «Моральному кодексу будівника комунізму», який тоді ще діяв, а в значно більшому. Грізні процеси змін переростали у геологічні суспільні злами, контроль над якими втрачали уряд Москви і єдина дозволена тоді політична партія. Інфантильне радянське суспільство, десятиліттями відсторонене від вирішення багатьох проблем, вирішити їх не могло. І лише кіноіндустрія вирвалась уперед і показувала, які проблеми назріли і потребували негайного аналізу і втручання. 
Багатовимірність кінострічки була підтверджена і з несподіваного боку. Кінорежисер В. Пічул розповідав (російською): «Когда я был в Канаде, ко мне подошли люди и стали говорить, что «Маленькая Вера» — это фильм про них. Я был поражён! Мне всегда казалось, что между жизнью в Советском Союзе и жизнью в Канаде такая же большая разница, как между небом и землёй».

## Назва
Багатовимірність кінострічки відбилася і на назві твору. Це і сама героїня, мала на зріст, і її малі надії і малі плани на майбутнє, її мале і таке коротке кохання. Назва вже сприймалась і як натяк на  «малу віру», «малу надію» на покращення стану в родині. Це  «мала надія» на позитивне вирішення ситуації, практично — безнадія.

## Час лікує, але зі значними ускладненнями
Фінансовий успіх кінострічки логічно перейшов у план створити продовження фільму. Був створений навіть сценарій-продовження. Новий сценарій виявився фантазійним і недосконалим. Його сюрреалістичні сцени випадали зі стилістики першого фільму. Дошкуляв і примітивний перенос поведінки Віри з фільму на актрису Наталю Негоду. Невихованість глядачів ставала  у перешкоді. Образ у кіно і реальна актриса не збігались, глядач плутав штучний твір з реальністю. Наталя цілком виправдано відмовилася працювати у фільмі продовженні, аби «відокремитись» від антигероїні.
Кінострічка зажила власним життям, не надто втрачаючи цікавість до себе. Все це незважаючи на докорінні зміни пізніше - політичні, соціальні, медичні (розпад СРСР і відмова його палких прихильників захищати зникаючу державу, прихована приватизація соціалістичного майна, різкий перехід від комуністичної ідеології до вседозволу дикого капіталізму, епідемія СНІД в країнах СНД і в Європі). 
Кінострічка не сприймається ні наклепом, ні карикатурою  на колишню реальність СРСР. Бо не мала на меті ні створення наклепу, ні створення карикатури. Сміливі тоді сцени пиятики самогону чи досить короткої еротики трохи збрякли у своїй сміливості і відвертості. Але постали нові погляди на фільм і нові питання до персонажів фільму і до сучасності: 
- Хто винен?
- Чи поніс хто відповідальність і чи понесе взагалі?
- Чому неможливий саме позитивний кінець подій?
- Чому персонажі не шукають виходу з гнітючих обставин, а лише борсаються в дрібних бажаннях і власних рефлексах?
- Навіщо їх гіркий досвід, який нікого не зробив мудрішим чи запобігливим?

У кінострічки змістилися акценти зі скандальності на соціальну проблематику, на «документальність» відтворених подій і характерів, на актуальність проблем, що не знайшли вирішення ні тоді, ні в десятиліття потому.

## Цікаві факти
- Під час демонстрації фільму в залі хтось вигукнув: «Як не соромно таке показувати?!». У відповідь вигукнули: «А вам не соромно Так Жити?!»
- На ролю Віри спочатку брали акторку Ірину Апексимову, але у фільмі задіяли актрису Наталю Негоду.
- Натурні зйомки фільму «Маленька Віра» проведені у індустріально розвиненому, радянському на той час місті Жданов, у 1989 році місту повернули історичну назву — Маріуполь.

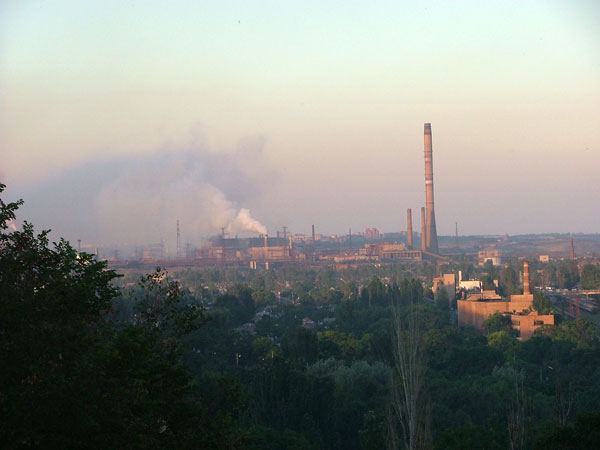
Металургійний комбінат ім. Ілліча, м. Маріуполь.
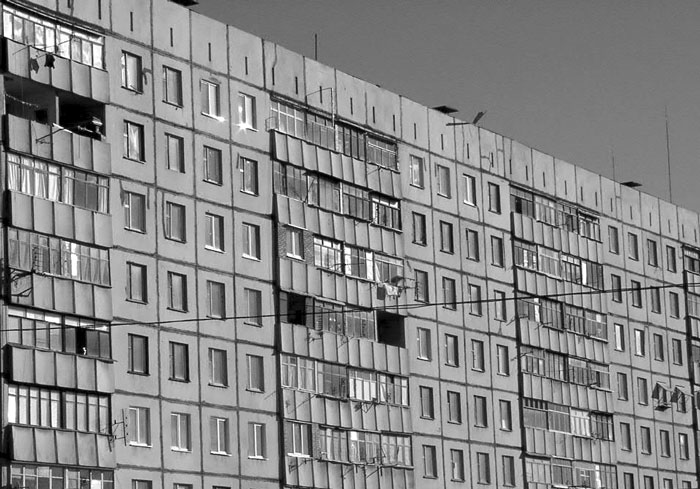
Маріуполь. Типова дев'ятиповерхівка
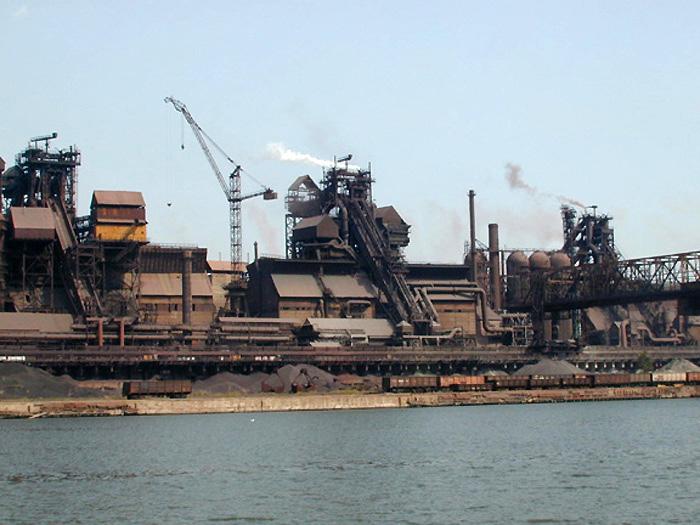
Панорама заводу Азовсталь

- Фільм «Маленька Віра» був серед найбільш касових кінострічок зникаючого СРСР. Його передивилося 54.900.000 глядачів.
- Кількість відгуків на кінострічку була такою значною, що автори фільму їх збирали, аналізували і найцікавіші оприлюднили у виданні з тою ж назвою — «Маленька Віра».